# Gran Premio de Alemania de Motociclismo de 1986
El Gran Premio de Alemania de Motociclismo de 1986 fue la tercera prueba de la temporada 1986 del Campeonato Mundial de Motociclismo. El Gran Premio se disputó el 25 de mayo de 1986 en el circuito de Nürburgring.

## Resultados 500cc
Segunda victoria de la temporada consecutiva para el estadounidense Eddie Lawson por delante del australiano Wayne Gardner y el también estadounidense Mike Baldwin. El vigente campeón mundial Freddie Spencer que, a pesar de estar lesionado, pudo tomar la salida. Lawson se coloca como líder de la clasificación provisional por delante de Baldwin y Gardner. Incidente con fractura del pie del francés Christian Sarron.
| Pos.     | Piloto              | Equipo | Tiempo    | Pts. |
| -------- | ------------------- | ------ | --------- | ---- |
| 1        | Eddie Lawson        | Yamaha | 52.11.45  | 15   |
| 2        | Wayne Gardner       | Honda  | 52.24.35  | 12   |
| 3        | Mike Baldwin        | Yamaha | 52.24.85  | 10   |
| 4        | Robert McElnea      | Yamaha | 52.40.46  | 8    |
| 5        | Didier de Radiguès  | Honda  | 52.47.23  | 6    |
| 6        | Randy Mamola        | Yamaha | 53.03.32  | 5    |
| 7        | Raymond Roche       | Honda  | 53.34.10  | 4    |
| 8        | Ron Haslam          | ELF    | 53.38.19  | 3    |
| 9        | Gustav Reiner       | Honda  | 53.38.52  | 2    |
| 10       | Dave Petersen       | Suzuki | 53.38.94  | 1    |
| 11       | Manfred Fischer     | Honda  | 1 Vuelta  |      |
| 12       | Paul Lewis          | Suzuki | 1 Vuelta  |      |
| 13       | Boet van Dulmen     | Honda  | 1 Vuelta  |      |
| 14       | Fabio Biliotti      | Honda  | 1 Vuelta  |      |
| 15       | Henk van der Mark   | Honda  | 1 Vuelta  |      |
| 16       | Pierfrancesco Chili | Suzuki | 1 Vuelta  |      |
| 17       | Wolfgang von Muralt | Suzuki | 1 Vuelta  |      |
| 18       | Simon Buckmaster    | Honda  | 1 Vuelta  |      |
| 19       | Gerald Fischer      | Honda  | 1 Vuelta  |      |
| 20       | Rob Punt            | Honda  | 2 Vueltas |      |
| 21       | Georg Jung          | Honda  | 2 Vueltas |      |
| 22       | Maarten Duyzers     | Suzuki | 2 Vueltas |      |
| 23       | Bernd Steif         | Honda  | 2 Vueltas |      |
| 24       | Andreas Leuthe      | Honda  | 2 Vueltas |      |
| 25       | Thomas Lange        | Suzuki | 2 Vueltas |      |
| 26       | Dietmar Mayer       | Honda  | 2 Vueltas |      |
| 27       | Josef Doppler       | Suzuki | 2 Vueltas |      |
| 28       | Helmut Schütz       | Honda  | 2 Vueltas |      |
| 29       | Philippe Robinet    | Honda  | 4 Vueltas |      |
| Ret      | Christian Sarron    | Yamaha | Ret       |      |
| Ret      | Mile Pajic          | Honda  | Ret       |      |
| Ret      | Bohumil Stasa       | Honda  | Ret       |      |
| Ret      | Rolf Aljes          | Honda  | Ret       |      |
| Ret      | Pavol Dekanek       | Suzuki | Ret       |      |
| Ret      | Eero Hyvärinen      | Honda  | Ret       |      |
| Ret      | Marco Gentile       | Fior   | Ret       |      |
| Ret      | Vincenzo Cascino    | Suzuki | Ret       |      |
| Ret      | Friedhelm Weber     | Honda  | Ret       |      |
| Ret      | Juan Garriga        | Cagiva | Ret       |      |
| DNQ      | José Parra          | Honda  | DNQ       |      |
| DNQ      | Josef Ragginger     | Suzuki | DNQ       |      |
| Sources: |                     |        |           |      |

## Resultados 250cc
Segunda victoria de la temporada para el venezolano Carlos Lavado que lidera la clasificación general. Los alemanes Anton Mang y Martin Wimmer le siguen en el podio y en la clasificación.
| Pos. | Piloto               | Moto        | Tiempo   | Pts. |
| ---- | -------------------- | ----------- | -------- | ---- |
| 1    | Carlos Lavado        | Yamaha      | 45.03.00 | 15   |
| 2    | Anton Mang           | Honda       | 45.13.62 | 12   |
| 3    | Martin Wimmer        | Yamaha      | 45.13.94 | 10   |
| 4    | Jean-François Baldé  | Honda       | 45.32.16 | 8    |
| 5    | Fausto Ricci         | Honda       | 45.33.35 | 6    |
| 6    | Pierre Bolle         | Parisienne  | 45.33.69 | 5    |
| 7    | Jacques Cornu        | Honda       | 45.38.89 | 4    |
| 8    | Donnie McLeod        | Armstrong   | 45.41.00 | 3    |
| 9    | Tadahiko Taira       | Yamaha      | 45.53.52 | 2    |
| 10   | Alan Carter          | Cobas-Rotax | 45.55.6  | 1    |
| 11   | Dominique Sarron     | Honda       | 45.56.00 |      |
| 12   | Jean Foray           | Yamaha      | 46.01.76 |      |
| 13   | Carlos Cardús        | Honda       | 46.05.10 |      |
| 14   | Siegfried Minich     | Honda       | 46.10.12 |      |
| 15   | Stefano Caracchi     | Aprilia     | 46.15.98 |      |
| 16   | Ian Newton           | Armstrong   | 46.16.32 |      |
| 17   | Harald Eckl          | Honda       | 46.16.58 |      |
| 18   | Stéphane Mertens     | Yamaha      | 46.17.01 |      |
| 19   | Jean-Michel Mattioli | Yamaha      | 46.20.14 |      |
| 20   | Herbert Hauf         | Honda       | 46.21.48 |      |
| 21   | Maurizio Vitali      | Garelli     | 46.29.10 |      |
| 22   | Roland Freymond      | Yamaha      | 46.29.51 |      |
| 23   | Brent Jones          | Yamaha      | 46.30.24 |      |
| 24   | Virginio Ferrari     | Honda       | 46.33.21 |      |
| 25   | Antonio Neto         | Yamaha      | 46.35.78 |      |
| 26   | Hans Lindner         | Rotax       | 46.43.41 |      |
| 27   | Herbert Besendörfer  | Yamaha      | 46.43.87 |      |
| 28   | Josef Hutter         | Bartol      | 46.44.46 |      |
| 29   | René Delaby          | Rotax       | 46.48.53 |      |
| 30   | Bruno Bonhuil        | Honda       | 46.55.40 |      |
| 31   | Jochen Schmid        | Yamaha      | 1 Vuelta |      |
| 32   | Andy Watts           | EMC-Rotax   | 1 Vuelta |      |
| 33   | Gary Noel            | EMC-Rotax   | 1 Vuelta |      |
| Ret  | Sito Pons            | Honda       | Ret      |      |
| Ret  | Jean-Louis Tournadre | Yamaha      | Ret      |      |
| Ret  | Reinhold Roth        | Honda       | Ret      |      |
| Ret  | Antonio Garcia       | Cobas       | Ret      |      |
| Ret  | Manfred Herweh       | Aprilia     | Ret      |      |
| Ret  | Michel Simeon        | Yamaha      | Ret      |      |
| Ret  | Michael Lederer      | Rotax       | Ret      |      |
| DNQ  | Roland Busch         | Yamaha      | DNQ      |      |
| DNQ  | Nedy Crotta          | Honda       | DNQ      |      |
| DNQ  | Eric de Donker       | Honda       | DNQ      |      |
| DNQ  | Cees Doorakkers      | Honda       | DNQ      |      |
| DNQ  | Reiner Gerwin        | Rotax       | DNQ      |      |
| DNQ  | Fernando González    | JJ Cobas    | DNQ      |      |
| DNQ  | Jean-Luc Guillemet   | JJ Cobas    | DNQ      |      |
| DNQ  | Konrad Hefele        | Honda       | DNQ      |      |
| DNQ  | Peter Hubbard        | Rotax       | DNQ      |      |
| DNQ  | Detief Karthin       | Yamaha      | DNQ      |      |
| DNQ  | Eilert Lundstedt     | Rotax       | DNQ      |      |
| DNQ  | Urs Lüzi             | Yamaha      | DNQ      |      |
| DNQ  | Massimo Matteoni     | Honda       | DNQ      |      |
| DNQ  | Jacky Onda           | Yamaha      | DNQ      |      |
| DNQ  | Iván Palazzese       | Yamaha      | DNQ      |      |
| DNQ  | Loris Reggiani       | Aprilia     | DNQ      |      |
| DNQ  | Reinhard Strack      | Wiwa        | DNQ      |      |
| DNQ  | Gérard Vallée        | Yamaha      | DNQ      |      |
| DNQ  | Frank Wagner         | Honda       | DNQ      |      |

## Resultados 125cc
Primera victoria en su palmarés del italiano Luca Cadalora por delante de su compañero de escudería en Garelli, Fausto Gresini, y el también italiano Ezio Gianola. La clasificación general presenta a tres pilotos empatados en cabeza, con Gresini, Cadalora y Gianola.
| Pos. | Piloto                 | Moto    | Tiempo   | Pts. |
| ---- | ---------------------- | ------- | -------- | ---- |
| 1    | Luca Cadalora          | Garelli | 43.34.77 | 15   |
| 2    | Fausto Gresini         | Garelli | 43.47.14 | 12   |
| 3    | Ezio Gianola           | MBA     | 44.01.60 | 10   |
| 4    | Bruno Kneubühler       | MBA     | 44.11.26 | 8    |
| 5    | Thierry Feuz           | MBA     | 44.29.07 | 6    |
| 6    | Willy Pérez            | Zanella | 44.32.59 | 5    |
| 7    | Olivier Liégeois       | Assmex  | 44.36.99 | 4    |
| 8    | Paolo Casoli           | MBA     | 44.37.91 | 3    |
| 9    | Johnny Wickström       | Tunturi | 44.38.92 | 2    |
| 10   | Alfred Waibel          | Real    | 44.45.56 | 1    |
| 11   | Pier Paolo Bianchi     | MBA     | 44.46.61 |      |
| 12   | Thomas Møller-Pedersen | MBA     | 45.06.79 |      |
| 13   | Robin Appleyard        | MBA     | 45.13.36 |      |
| 14   | Jussi Hautaniemi       | MBA     | 45.20.00 |      |
| 15   | Steve Mason            | MBA     | 45.20.25 |      |
| 16   | Patrick Daudier        | MBA     | 45.20.69 |      |
| 17   | Adi Stadler            | MBA     | 45.20.88 |      |
| 18   | Håkan Olsson           | MBA     | 1 Vuelta |      |
| 19   | Norbert Peschke        | MBA     | 1 Vuelta |      |
| 20   | Mike Leitner           | MBA     | 1 Vuelta |      |
| 21   | Manuel Hernández       | MBA     | 1 Vuelta |      |
| 22   | Jacques Hutteau        | MBA     | 1 Vuelta |      |
| 23   | Klaus Huber            | MBA     | 1 Vuelta |      |
| 24   | Jan Eggens             | EGA     | 1 Vuelta |      |
| 25   | August Auinger         | MBA     | 1 Vuelta |      |
| 26   | Ernst Himmelsbach      | MBA     | 1 Vuelta |      |
| 27   | Andrés Sánchez         | Ducados | 1 Vuelta |      |
| Ret  | Willy Hupperich        | MBA     | Ret      |      |
| Ret  | Erich Zürn             | MBA     | Ret      |      |
| Ret  | Domenico Brigaglia     | MBA     | Ret      |      |
| Ret  | Giuseppe Ascareggi     | MBA     | Ret      |      |
| Ret  | Thierry Maurer         | MBA     | Ret      |      |
| Ret  | Lucio Pietroniro       | MBA     | Ret      |      |
| Ret  | Esa Kytölä             | MBA     | Ret      |      |
| Ret  | Peter Baláž            | MBA     | Ret      |      |
| Ret  | Iván Troisi            | MBA     | Ret      |      |
| Ret  | Peter Sommer           | MBA     | Ret      |      |
| Ret  | Dirk Hafeneger         | MBA     | Ret      |      |
| Ret  | Heinz Litz             | MBA     | Ret      |      |
| Ret  | Ángel Nieto            | Ducados | Ret      |      |
| DNQ  | Josef Bader            | MBA     | DNQ      |      |
| DNQ  | Manfred Braun          | MBA     | DNQ      |      |
| DNQ  | Eric Gijsel            | MBA     | DNQ      |      |
| DNQ  | Fernando González      | MBA     | DNQ      |      |
| DNQ  | Bady Hassaine          | MBA     | DNQ      |      |
| DNQ  | Flemming Kistrup       | MBA     | DNQ      |      |
| DNQ  | Wilhelm Lücke          | MBA     | DNQ      |      |
| DNQ  | Ton Spek               | MBA     | DNQ      |      |
| DNQ  | Boy van Erp            | MBA     | DNQ      |      |

## Resultados 80cc
En la categoría menor cilindrada, primera victoria en su carrera del español Manuel Herreros, por delante del suizo Stefan Dörflinger y del británico Ian McConnachie. En la clasificación general, Herreros se coloca líder seguido de Dörflinger y del también español Jorge Martínez Aspar que se tuvo que retirar.
| Pos. | Piloto               | Moto       | Tiempo   | Pts. |
| ---- | -------------------- | ---------- | -------- | ---- |
| 1    | Manuel Herreros      | Derbi      | 36.06.81 | 15   |
| 2    | Stefan Dörflinger    | Krauser    | 36.08.13 | 12   |
| 3    | Ian McConnachie      | Krauser    | 36.08.72 | 10   |
| 4    | Ángel Nieto          | Derbi      | 36.17.56 | 8    |
| 5    | Gerhard Waibel       | Krauser    | 36.34.57 | 6    |
| 6    | Hans Spaan           | Casal      | 36.35.53 | 5    |
| 7    | Josef Fischer        | Krauser    | 36.48.33 | 4    |
| 8    | Henk van Kessel      | Krauser    | 36.50.61 | 3    |
| 9    | Felix Rodríguez      | Autisa     | 37.04.23 | 2    |
| 10   | Luis Miguel Reyes    | Autisa     | 37.04.60 | 1    |
| 11   | Alex Barros          | Autisa     | 37.04.77 |      |
| 12   | Gerd Kafka           | Krauser    | 37.06.27 |      |
| 13   | Michael Gschwander   | Krauser    | 37.39.46 |      |
| 14   | Salvatore Milano     | Krauser    | 37.39.65 |      |
| 15   | Steve Mason          | MBA        | 38.14.48 |      |
| 16   | Richard Bay          | Maico      | 1 Vuelta |      |
| 17   | Günter Schirnhofer   | Krauser    | 1 Vuelta |      |
| 18   | Reinhard Koberstein  | Krauser    | 1 Vuelta |      |
| 19   | Hans Koopman         | Ziegler    | 1 Vuelta |      |
| 20   | Chris Baert          | Seel       | 1 Vuelta |      |
| 21   | Herri Torrontegui    | Autisa     | 1 Vuelta |      |
| 22   | Jos van Dongen       | Krauser    | 1 Vuelta |      |
| 23   | Rainer Partl         | Huvo       | 1 Vuelta |      |
| 24   | Raimo Lipponen       | Keifer     | 1 Vuelta |      |
| 25   | Bert Smit            | Casal      | 1 Vuelta |      |
| 26   | Aad Wijsman          | Harmsen    | 1 Vuelta |      |
| Ret  | Mario Stocco         | Casal      | Ret      |      |
| Ret  | Jarno Piepponen      | Krauser    | Ret      |      |
| Ret  | Lionel Robert        | Krauser    | Ret      |      |
| Ret  | René Dünki           | Krauser    | Ret      |      |
| Ret  | Rainer Kunz          | Ziegler    | Ret      |      |
| Ret  | Theo Timmer          | Casal      | Ret      |      |
| Ret  | Jorge Martínez Aspar | Derbi      | Ret      |      |
| Ret  | Pier Paolo Bianchi   | Seel       | Ret      |      |
| Ret  | Juan Ramón Bolart    | Autisa     | Ret      |      |
| Ret  | Domingo Gil Blanco   | Autisa     | Ret      |      |
| Ret  | Reiner Scheidhauer   | Seel       | Ret      |      |
| Ret  | Thomas Engl          | Krauser    | Ret      |      |
| DNQ  | Kees Besseling       | Hummel     | DNQ      |      |
| DNQ  | Bertus Grinwis       | Krauser    | DNQ      |      |
| DNQ  | Karoly Juhasz        | Huvo       | DNQ      |      |
| DNQ  | Serge Julin          | Huvo-Casal | DNQ      |      |
| DNQ  | Mika-Sakari Komu     | Behard     | DNQ      |      |
| DNQ  | Reiner Koster        | LCR        | DNQ      |      |
| DNQ  | Zdravko Matulja      | MTM        | DNQ      |      |
| DNQ  | Roland Bosch         | Huvo-Casal | DNQ      |      |